# 田村 (京都府)
田村（たむら）は、京都府熊野郡にあった村。現在の京丹後市久美浜町の北東部、佐濃谷川の下流域にあたる。

## 地理
- 山岳：女布権現山
- 河川：佐濃谷川

## 歴史
- 1889年（明治22年）4月1日 - 町村制の施行により、壱分村・大井村・三原村・関村・三分村・平田村の区域をもって発足。
- 1955年（昭和30年）1月1日 - 久美浜町・川上村・海部村・神野村・湊村と合併し、改めて久美浜町が発足。同日田村廃止。